# Profezia di Neferti

Ostrakon con un frammento della profezia conservato al Museo egizio di Torino. Pietra calcarea, da Deir el-Medina, tra il 1292 e il 1076 a.C., Nuovo Regno.

La Profezia di Neferti è uno dei pochi testi letterari rimasti dell'antico Egitto. È ambientato nell'Antico Regno, sotto re Snefru (IV dinastia egizia, 2550 a.C. circa), ma probabilmente fu scritto all'inizio della XII dinastia, ossia attorno al 2000-1800 a.C. È attribuibile a un autore di nome Neferti (o Neferyt, Nefer-rohu, Neferrohu).

## Contenuto
Il testo è una pseudo-profezia, ossia descrive eventi avvenuti in realtà prima della redazione dello scritto stesso. Il faraone Snefru chiama a corte un saggio di nome Neferti, sacerdote di Bastet, per farsi intrattenere con un bel racconto. Costui chiede al faraone se desideri ascoltare una storia riguardante il passato o il futuro, e il faraone sceglie il secondo.
Neferti descrive allora la visione di una società egiziana futura, precisamente il primo periodo intermedio, rappresentandolo come un periodo di caos e di guerra civile, in cui tutte le norme sociali e naturali dell'Egitto vengono sovvertite. Le descrizioni dei disastri presenti nel testo si ricollegano alla grande tradizione letteraria egiziana delle lamentazioni pessimistiche, come avviene nelle Lamentazioni di Ipuwer o di Jajeperreseneb.
Tuttavia, verso la fine del testo, Neferti predice l'avvento di un re di nome Ameni (Amenemhat I), che sconfiggerà i nemici e riporterà l'ordine nel paese.

## Interpretazione
Il testo viene generalmente interpretato come un pezzo di propaganda politica egiziana, dal tono messianico. Il faraone Ameni, indicato come salvatore della patria, viene considerato un riferimento al primo re della XII dinastia, Amenemhat I. Questi non aveva alcun legame di parentela con il suo predecessore, di conseguenza la profezia di Neferti avrebbe la funzione di giustificare, da un punto di vista politico, l'avvento della nuova dinastia.